# 李宝库
李宝库（1944年1月—），男，山西潞城人，中华人民共和国政治人物，曾任中华人民共和国民政部副部长。

## 生平
1966年加入中国共产党。1968年自中国人民大学历史档案系毕业。1968年在山西省岢岚县工作。1975年调到中共太原市委办公室工作。
1979年，任民政部副部长秘书。1983年，任民政部政策研究室副处长。1985年，任民政部人事教育局副局长。1987年，任民政部人事教育司司长。1991年，任民政部办公厅主任。1993年，任民政部党组成员、办公厅主任。1993年至1994年，挂职担任江苏省镇江市副市长。1995年至2001年4月，任民政部副部长、党组成员。2001年4月至2004年4月，任民政部党组成员、副部长，全国老龄工作委员会办公室常务副主任、中国老龄协会会长。其间，2002年4月任联合国第二次世界老龄大会中国政府代表团副团长；2002年5月任国际老龄联合会行政理事会理事；2002年10月任国际第三年龄大学协会理事。2003年3月至2008年3月，任第十届全国政协委员。
2004年5月起，任中国老龄事业发展基金会理事长。同时兼任全国敬老爱老助老主题教育活动组委会主任、中国民生研究院高级顾问、中国青年政治学院社会工作学院院长、中国扶贫开发协会副会长、中国老年艺术团总顾问、中国市场学会信用工作委员会顾问、世界晋商总会副会长等职务。